# ミス・ユニバース2003
ミス・ユニバース2003（Miss Universe 2003、第52回ミス・ユニバース世界大会）は2003年6月3日にパナマのパナマ市のフィガリ・コンベンションセンターで開催された。最後にドミニカ共和国のアメリア・ベガが優勝し、パナマのジャスティン・パセクから後継者として栄冠を授けられた。この年は71か国の代表が競った。日本の宮崎京は第5位で、1988年の坂口美津穂以来15年ぶりの入賞者となった。
パナマで大会が開催されたのは2度目で、前回は1986年、最後の世界大会はパナマ市のアトラパ・コンベンションセンターで開催された。
NBCでミス・ユニバース大会が放送されたのはこれが初めてであった。

## 最終結果

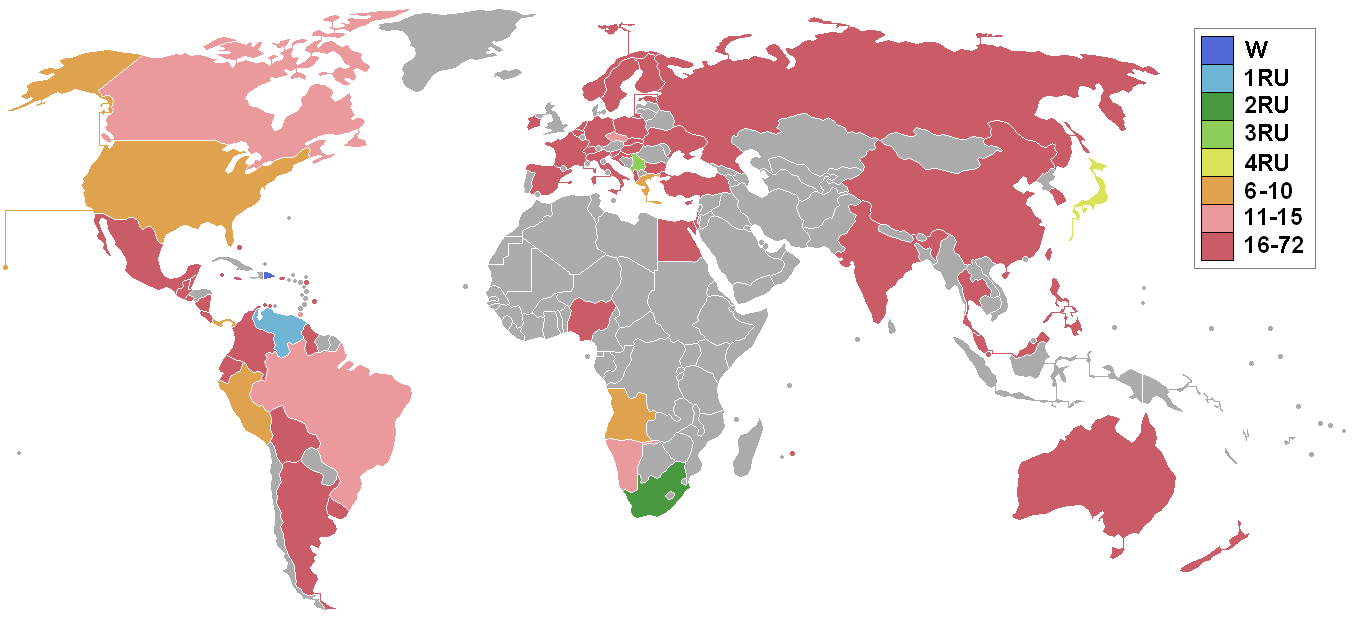
ミス・ユニバース2003の参加国・地域と最終結果

### 入賞者
| 最終結果             | 参加者 |
| -------------------- | --- |
| ミス・ユニバース2003 | - ドミニカ共和国 – アメリア・ベガ（Amelia Vega） |
| 第2位                | - ベネズエラ – マリアンゲル・ルイス（Mariángel Ruiz） |
| 第3位                | - 南アフリカ共和国 – シンディ・ネル（Cindy Nell） |
| 第4位                | - セルビア・モンテネグロ – サーニャ・パピッチ（Sanja Papić） |
| 第5位                | - 日本 – 宮崎京（Miyako Miyazaki） |
| トップ10             | - ブラジル – ジスレーヌ・フェレイラ - カナダ – リアン・セシル - チェコ – カテリーナ・スムルショヴァ - ナミビア – ンダペワ・アルフォンス - トリニダード・トバゴ – フェイ・アリボキューズ           |
| トップ15             | - アンゴラ – アナ・セバスティアーノ - ギリシャ – マリエッタ・クロウサラ - パナマ – ステファニー・デ・ルー - ペルー – クラウディア・オルティス・デ・セバリョス - アメリカ – スージー・カスティーロ |

### 特別賞
- アンティグア・バーブーダ- ミス・コンジニアリティ（ケイ・デイヴィス）
- プエルトリコ - ミス・フォトジェニック（カーラ・トリコリ）
- ドミニカ共和国 - ベスト・ナショナル・コスチューム（アメリア・ベガ）